# Черваро
Черва̀ро (на италиански: Cervaro) е градче и община в Централна Италия, провинция Фрозиноне, регион Лацио. Разположено е на 250 m надморска височина. Населението на общината е 7209 души (към 2010 г.).